# Barthold Friedrich Brütt
Barthold Friedrich Brütt (* 9. Oktober 1816 in Elmshorn, Herzogtum Holstein; † 15. Februar 1866 in Kiel, Kondominium Schleswig-Holstein) war ein deutscher Porzellan- und Porträtmaler sowie Fotograf.

## Leben
In Kopenhagen besuchte Brütt die Königlich Dänische Kunstakademie und die Königliche Porzellanfabrik. In Husum war er anschließend als Porzellanmaler tätig. Er heiratete die aus Rendsburg stammende Marie Wilhelmine Friederike Andresen und hatte mit ihr drei Kinder. 1855 wurde in Husum sein Sohn Adolf Brütt geboren, später der Begründer der Weimarer Bildhauerschule. Infolge einer Brandkatastrophe in Husum zog die Familie zunächst nach Odense und 1858 nach Kiel, wo Brütt als Fotograf arbeitete.
Ein entfernter Verwandter Brütts war der Maler Ferdinand Brütt.